# Villanueva del Rey
Villanueva del Rey ist eine Gemeinde mit 1.014 Einwohnern (Stand: 2024) in der Provinz Córdoba in Andalusien. Sie liegt in der Comarca Valle del Guadiato.

## Geographie
Die Gemeinde grenzt an Belmez, Espiel und Fuente Obejuna.

## Geschichte
Der Ort entstand im 14. Jahrhundert und unterstand während des gesamten Spätmittelalters dem Bezirk Córdobas, wodurch er nie von einem einzigen Herrn abhängig war. Er war damit eine "freie" Stadt, die nur dem König unterstellt war. Daher stammt auch ihr Name. Ab dem 17. Jahrhundert unterstand sie aber bis zur Abschaffung der Gutsherrschaft im 19. Jahrhundert einem Feudalherren und wurde später zu einer Grafschaft.